# 美丽隔贻贝
美丽隔贻贝（学名：Septifer pulcher）为贻贝科隔贻贝属的动物。在中国大陆，分布于西沙群岛、南沙群岛等地，属于热带种。其常见于低潮线附近及潮线下浅水水域以及附着在珊瑚礁上。该物种的模式产地在西沙群岛赵述岛。